# グライジソン・マルセリーノ・フレイリ
グライジソン（Glaydson）ことグライジソン・マルセリーノ・フレイリ（ポルトガル語: Glaydson Marcelino Freire、1979年6月20日 - ）は、ブラジルの元サッカー選手。ポジションはMFまたはDF。

## タイトル
インテルナシオナル
- カンピオナート・ガウショ: 2009, 2011
- スルガ銀行チャンピオンシップ: 2009
- コパ・リベルタドーレス: 2010
- レコパ・スダメリカーナ: 2011